# Jarikaba
Jarikaba è un comune (ressort) del Suriname di 4.808 abitanti.